# Jason X
Jason X är en amerikansk film från 2001, den är den tionde i serien Fredagen den 13:e.

## Handling
Det är långt in i framtiden och från en rymdstation anländer en grupp studenter och deras lärare till jorden som sedan länge är övergiven. De hittar två nedfrysta kroppar som de tar med sig i forskningssyfte. Kropparna visar sig vara Jason Voorhees och en flicka han var på väg att mörda. Kropparna tinas upp och Jason börjar åter mörda...

## Om filmen
Filmen är inspelad i Toronto och hade premiär den 24 juli 2001 vid filmfestivalen i München. Den svenska premiären var den 29 september 2002 vid Lund Fantastisk Film Festival.

## Rollista
| Kane Hodder      | – Jason Voorhees/Uber-Jason |
| Lexa Doig        | – Rowan                     |
| Chuck Campbell   | – Tsunaron                  |
| Lisa Ryder       | – Kay-Em 14                 |
| David Cronenberg | – Dr Wimmer                 |
| Markus Parilo    | – Sgt. Marcus               |
| Jonathan Potts   | – Professor Lowe            |
| Dov Tiefenbach   | – Azrael                    |
| Melyssa Ade      | – Janessa                   |
| Boyd Banks       | – Fat Lou                   |
| Barna Moricz     | – Kicker                    |
| Dylan Bierk      | – Briggs                    |
| Todd Farmer      | – Dallas                    |
| Peter Mensah     | – Sgt. Brodski              |

## Musik i filmen
- Jason Jam, skriven och framförd av Ethan Wiley och Jon Sholle
- X Is the Loneliest Number, skriven och framförd av Ethan Wiley och Jon Sholle